# .500 S&W Special
Набій .500 S&W Special великий високопотужний револьверний набій. Його розробила і випускала компанія Cor-Bon/Glaser (на запит Smith & Wesson) в 2004.

## Опис
Це коротша версія набою .500 S&W Magnum зі зменшеним зарядом, так само, як і .38 Special для набою .357 Magnum. Проте, на відміну від набоїв .38 Special та .357 Magnum, набій .500 Special з'явився після появи .500 Magnum. 
Набій .500 Special було створено для стрільби меншими зарядками, щоб дулова енергія дорівнювала дуловій енергії набою .44 Magnum, у зброї під набій .500 S&W Magnum. Можливо буде розроблена зброя лише під набій .500 S&W Special. Smith & Wesson запросили Джона Росса для створення великої "рамки X" у зменшеній версії для використання цього набою. Балістика трохи перевищує балістику набою .480 Ruger.